# 赤星裕美
赤星 裕美（あかぼし ひろみ、1979年（昭和54年）- ）は、日本の事業家・社会活動家。
ライフコンサルタント・コミュニティクリエイター・プロデューサー・１級家相鑑定士
一般社団法人Eta Carinae　代表理事・ファウンダー
特定非営利活動法人 音めぐり ファウンダー
特定非営利活動法人彩結び・いろむすびcafe ファウンダー
日経xwomanアンバサダー
元子育て応援協働会議協働コーディネーター

## 人物・来歴
愛知県出身、千葉大学教育学部卒。
卒業後、人材業界にて主に女性のキャリア支援、医療福祉職の転職支援等をおこなう。
自身の事業経験、出産や東日本大震災をきっかけに、2011年（平成23年）に任意団体「彩結び」を立ち上げ、活動を開始。
2015年（平成27年）には特定非営利活動法人（NPO法人）の承認を受け、以降同法人の共同代表を務める。同時にいろむすびcafeを赤羽にオープン。
2020年6月　合同会社Eta Carinae設立
2020年11月　特定非営利活動法人彩結びがリノア北赤羽内「つながるば.」の運営管理事業者に就任。立ち上げと運営をおこなう。
2022年4月　特定非営利活動法人 音めぐり設立、副理事長に就任。
2025年6月　一般社団法人Eta Carinae設立、代表理事に就任。